# 龙驹寨街道
龙驹寨街道，是中华人民共和国陕西省商洛市丹凤县下辖的一个街道办事处。
2015年，陕西省民政厅批复同意撤销资峪镇、月日镇、龙驹寨镇，设立龙驹寨街道办事处。

## 行政区划
龙驹寨街道下辖以下地区：
凤麓社区、西关社区、丹江社区、中街社区、水泉社区、鹿池社区、东河社区、西凤社区、下湾社区、河涧社区、罗家社区、刘家河社区、陈家村、古城村、贺家村、冠山村、赵沟村、桑树坪村、窑沟村、枣园村、秋树坪村、白家庄村、青峰村、店子村、白衣寺村、麻地湾村、庙沟村、资峪沟村、胡树沟村、梅山村、宽坪村、小岭村、双槽村、大庄村、崖屋沟村、何家店村、油房村、江湾村、保仓村、西康村、柳林村、三皇庙村、东坪村、马炉村、北炉村、甘江村、代庄村和柏树坪村。